# Giuseppe Di Giacomo
Pour les articles homonymes, voir Di Giacomo.
Giuseppe Di Giacomo (né le 1er janvier 1945 à Avola, en Sicile) est un philosophe italien, chercheur en art, spécialiste en esthétique, théoricien de l’art et de la littérature.
Auteur d’une centaine de publications scientifiques sur la relation entre esthétique et littérature, ainsi que sur celle entre esthétique et arts figuratifs, en référence surtout à la culture moderne et contemporaine, et portant sur des thèmes comme l’image, la représentation, le lien entre art et vie, la mémoire et la notion de témoignage.

## Biographie
Avant d’entreprendre sa carrière universitaire, juste après la maîtrise en philosophie (avec le professeur Emilio Garroni), Di Giacomo a enseigné dans des lycées et, même avant cela, pendant ses années universitaires, il a été professeur remplaçant dans des collèges pour plusieurs mois à la fois. En 1976 il a obtenu un contrat pour enseigner l'épistémologie à la Faculté des Sciences naturelles, mathématiques et physiques de l’Université de Parme et, deux années plus tard, un poste permanent. Le 28 février 1987 il est devenu chercheur à l’Université La Sapienza de Rome. Dans la même université, à partir du 19 octobre 1993, il a été Professeur Adjoint et finalement, depuis le 1er novembre 2001, il est Professeur Titulaire d’Esthétique.
Depuis novembre 2012, il dirige le MLAC (Museo Laboratorio di Arte Contemporanea/Musée Laboratoire d’Art Contemporain) de la Sapienza. Il fait partie du Collège des professeurs du Doctorat de recherche en Philosophie de la même université, où il a été aussi le Président du Programme de maîtrise de la ex Faculté de Philosophie.
Il a été coordinateur de projets de recherche nationaux (Progetti PRIN) et a participé à des projets de recherche internationaux. Depuis une décennie d’années, il coordonne des recherches universitaires, auxquelles participe une trentaine de spécialistes de différentes disciplines, sur des thèmes esthético-philosophiques et artistico-littéraires.
Il a soigné, avec Claudio Zambianchi, l’édition de l'anthologie Alle origini dell'opera d'arte contemporanea (Roma-Bari, Laterza, 2008; 4e éd. 2012).
Il est membre fondateur de la SIE (Società Italiana di Estetica/Société Italienne d’Esthétique).
Il est le directeur de la collection Figure dell'estetica de la maison d’édition Alboversorio (Milan).
Il fait partie du comité scientifique des revues suivantes :
- Paradigmi
- Studi di estetica
- Rivista di estetica
- Estetica. Studi e ricerche
- Comprendre. Revista catalana de filosofia

Di Giacomo est aussi membre du comité scientifique de Aesthetica Preprint, une collection éditoriale du Centro Internazionale Studi di Estetica/Centre International d’Etudes Esthétiques.

## Principaux axes de sa pensée
Selon Di Giacomo, pour affronter la question de l’image aujourd’hui, il faut refuser l’interprétation qui voit l’image comme miroir des choses aussi bien que celle qui la considère exclusivement comme un système autoréférentiel de signes. De sa lecture de Wittgenstein, il conclut que la représentation logique implique quelque chose qui se montre e qui, en même temps, demeure ‘autre’ que la visibilité de la représentation elle-même. De cette façon, en se présentant, l’image manifeste l’autre du visible, du représentable : cet autre qui se révèle dans l’invisible, tout en s’y cachant. Et c’est précisément ainsi que l’image devient icône de l’invisible.
Cependant, sous l’influence d’Adorno, l’image tend de plus en plus à perdre sa figurativité et, en même temps, elle continue à subsister; l’image est à la fois une chose et une non-chose : une paradoxale « irréalité réelle ». Cela dérive de la tentative de scinder la nature double de l’image en ses éléments constitutifs : d’une part, un readymade dans lequel la dimension représentative s’évanouit dans une dimension purement présentative et, d’autre part, une pure image mentale, douée d’un faible support matériel.
Aujourd’hui, les images des nouveaux médias sont des images d’images et, comme telles, elles ne sont même pas proprement des images, mais des simulations, des « simulacres ». Ce n’est pas par hasard que les images digitales, en tant que reproductions, ont une valeur faible comme images, car elles tendent à assumer l’aspect de quelque chose, perdant ainsi cette connexion entre transparence et opacité qui, par contre, caractérise les images authentiques. D’où la question : les nouveaux médias sont-ils capables de réaliser de véritables images ?
En particulier, c’est dans le type d’art qu’Adorno définit « moderne » que l’on trouve un dépassement de la dimension épiphanique qui caractérise l’icône, où le visible est le lieu de manifestation de l’invisible en tant qu’Absolu. Comme nous sommes devenus conscients de l’impossibilité d’épuiser le réel et, en même temps, de manifester l’Absolu, ce qui émerge est alors une conception de l’image comme quelque chose qu’on peut interroger en tant que témoignage de ce qui ne se laisse pas traduire en image : témoigner, en effet, c’est raconter ce qu’il est impossible de raconter entièrement. En ce sens, le témoignage coïncide non pas avec la mémoire, qui est conforme aux évènements, mais avec l’immémorial, qui se réfère à quelque chose qu’on ne peut ni se rappeler ni oublier complètement, c’est-à-dire quelque chose qui n’est pas totalement dicible ni totalement indicible.
Enfin, le témoin ne parle qu’à partir d’une impossibilité de parler. Le fait que l’image équivaut à un témoignage signifie que la tentative de dire l’indicible est une tâche infinie, et c’est pour ça que la question de l’image fait partie intégrante de la question éthique. Cela implique que dans l’image, puisqu’il n’y a jamais de complétude, il n’y a aucune rédemption ou réconciliation à l’égard du réel. De ce point de vue, considérer l’image comme un témoignage équivaut à la voir comme le lieu d’une tension toujours irrésolue entre mémoire et oubli, donc comme l’expression du devoir-être du sens dans un horizon, comme celui actuel, où tant le monde que l’art semblent être de plus en plus abandonnés au non-sens.

## Livres
- Dalla logica all'estetica. Un saggio intorno a Wittgenstein, Parma, Pratiche, 1989
- Icona e arte astratta. La questione dell'immagine tra presentazione e rappresentazione, Palermo, Centro internazionale studi di estetica, 1999
- Estetica e letteratura. Il grande romanzo tra Ottocento e Novecento, Roma-Bari, Laterza, 1999 (4e ed. 2010; trad. in lingua spagnola a cura di D. Malquori, Estética y literatura, Universidad de Valencia, Servicio de Publicaciones, 2014)
- Introduzione a Paul Klee, Roma-Bari, Laterza, 2003
- Narrazione e testimonianza. Quattro scrittori italiani del Novecento, Milano, Mimesis, 2012
- "Malevic. Pittura e filosofia dall'Astrattismo al Minimalismo", Carocci, Roma, 2014
- Fuori dagli schemi. Estetica e arti figurative dal Novecento a oggi, Laterza, Roma-Bari, 2015
- "Arte e modernità. Una guida filosofica", Carocci, Roma, 2016
- "Una pittura filosofica. Antoni Tàpies e l'informale", Mimesis, Milano, 2016
- "F. Nietzsche. L'eterno ritorno", commentario a cura di Giuseppe Di Giacomo, Alboversorio, Milano, 2016

## Essais
- Form, appearance, testimony: reflections on Adorno’s Aesthetics, in G. Matteucci, S. Marino (a cura di), Theodor W. Adorno: Truth and Dialectical Experience / Verità ed esperienza dialettica, “Discipline filosofiche”, XXVI, 2, Quodlibet, Macerata, 2016, pp. 79-97
- Antoni Tàpies e Bill Viola: un'arte che sopravvive alla mercificazione, in G. Di Giacomo, L. Marchet-ti (a cura di), Contemporaneo. Arti visive, musica, architettura, “Rivista di Estetica”, 61, 2016, pp. 49-64
- Composizione, costruzione, icona nella concezione artistica di Pavel Florenskij, in D. Guastini, A. Ardovino (a cura di), I percorsi dell'immaginazione. Studi in onore di Pietro Montani, Pellegrini Editore, Cosenza, 2016 pp. 325-334
- Nietzsche e l’eterno ritorno, Commentario a F. Nietzsche, L’eterno ritorno, Alboversorio, Milano
- Prefazione a A. Lanzetta, Opaco mediterraneo. Modernità informale, Libria, Foggia, 2016, pp. 7-9
- Reflexions filosòfiques sobre la festa. Entre temporalitat i eternitat, in “La festa”, Col-loquis de Vic, Societat Catalana de Filosofia, XX, Vic, 2016, pp. 51-66
- The Myth. Aesthetic surgery clearly demonstrates what Greek myth has already taught us: beauty stems from horror, in P. Gandola, P. Persichetti (a cura di), Art of Blade. A book about surgery and huma-nity, T.A.M. Books, 2015, pp. 17-29
- La guerra i l'art, in La guerra, Col-loquis de Vic, Societat Catalana de Filosofia, XIX, 2015, pp. 11-26
- Arte e vita nella Recherche di Marcel Proust, in G. Di Giacomo (a cura di), Tra arte e vita. Percorsi fra testi, immagini, suoni, Mimesis, Milano, 2015, pp. 111-138.
- Lettura dell’Amleto, in G. Di Giacomo, L. Talarico (a cura di), Filosofia e teatro. Amleto e Macbeth, «Paradigmi», 1, 2015, pp. 21-36.
- Lettura del Macbeth, in G. Di Giacomo, L. Talarico (a cura di), Filosofia e teatro. Amleto e Macbeth, «Paradigmi», 1, 2015, pp. 111-125.
- Arte, linguaggio e rappresentazione nella riflessione filosofica di Wittgenstein in Comprendre. Revista Catalana de Filosofia, 16,2, 2014, pp.29-50.
- Icona e immagine, in G. Bordi, J. Carlettini, M.L. Fobelli, M.R. Menna, P. Pogliani (a cura di), L'officina dello sguardo. Scritti in onore di Maria Andaloro, Gangemi, Roma, 2014, pp. pp.33-37.
- El poder i les seves representacions, in L'estat, Col•loquis de Vic., vol. XVIII, 2014, pp.27-49.
- Dalla modernità alla contemporaneità: l’opera al di là dell’oggetto, in G. Di Giacomo, L. Marchetti (a cura di), Tra il sensibile e le arti. Trent’anni di estetica, «Studi di Estetica», 1-2/2014, pp. 57-84.
- Entre la paraula i el silenci: la filosofia com a recerca de la veritat, prefaci a Antoni Bosch-Veciana, "Imatge-Mirada-Paraula", Barcelona,Facultat de Filosofia, URL, 2013
- L’immagine artistica tra realtà e possibilità, tra “visibile” e “visivo”, in P. D’Angelo, E. Franzini, G. Lombardo, S. Tedesco (a cura di), Costellazioni estetiche. Dalla storia alla neoestetica. Studi in onore di Luigi Russo, Guerini e Associati, Milano, 2013, pp.121-134.
- La questione dell'aura tra Benjamin e Adorno, in «Rivista di Estetica», 52 (2013), pp. 235-256
- Antonio Pizzuto: tra letteratura e filosofia, in "La vera novità ha nome Pizzuto", a cura di Domenica Perrone (a cura di), Bonanno Editore, Catania, 2012, pp. 37-48
- Bellezza e chirurgia estetica, in «Studi di Estetica», 46 (2012), pp. 65-94
- Il paradosso dell'apparenza nel teatro di Jean Genet, in «Comprendre. Revista Catalana de Filoso-fia», 2 (2012) 14, pp. 41-57
- La qüestió de la imatge a partir del debat sobre la icona, in «Col•loquis de Vic», 16 (2012), pp. 71- 89
- 2012 L'opera di Kafka come narrazione infinita, in A.Valentini, Il silenzio delle Sirene. Mito e letteratura in Kafka, Mimesis, Milano, 2012, pp. IX-XXIV
- Lo statuto paradossale del museo tra globalizzazione e apertura all'alterità, in «Studi di Estetica», 45 (2012), "Il Museo oggi", a cura di G. Di Giacomo e A. Valentini, pp. 7–26
- Memoria e testimonianza tra estetica ed etica, in Volti della memoria, a cura di G. Di Giacomo (a cura di), Mimesis, Milano, 2012, pp. 445–481
- Arte e mondo. A proposito di alcune riflessioni di Georges Didi-Huberman su Bertolt Brecht, in D. Guastini, A. Campo, D. Cecchi (a cura di), Alla fine delle cose. Contributi a una storia critica delle immagini, La Casa Usher, Firenze, 2011, pp. 200–204.
- Intervista sulla bellezza, in Scuderi N. (a cura di), A me la mela. Dialoghi su bellezza, chirurgia plastica e medicina estetica, Franco Angeli, Milano, 2011, pp. 128–136
- La produzione artistica contemporanea attraverso la riflessione di Benjamin e Adorno, in “Studi di Estetica”, n. 43, 2011, pp. 5–20
- La relaciò entre imatge i temporalitat en la reflexiò de Warburg, Benjamin i Adorno, in I. Rovirò Alemany (a cura di), Estètica catalana, estètica europea. Estudis d’estètica: entre la tradiciò i l’actualitat, Barcelona, 2011, pp. 9–27
- La idea d'Europa entre la cosciència de l'ocàs i l'obertura a l'altre, in Europa, in J. Monserrat, I. Roviró, B. Torres (a cura di), Societat Catalana de Filosofia, Barcelona, 2011, pp. 71–78 [Atti del convegno, Col•loquis de Vic, XV, Vic, 2010]
- Arte e realtà nella produzione artistica del Novecento, in G. Di Giacomo, L. Marchetti (a cura di), L’oggetto nella pratica artistica, «Paradigmi», 2 (2010), Franco Angeli, Milano, 2010, pp. 87–104
- Il percorso di Gualtiero Savelli: dall'astrattismo di Malevič e Mondrian all'astrazione geometrica, in G. Di Giacomo (a cura di), Astrazione e astrazioni. In occasione di una mostra di Gualtiero Savelli, AlboVersorio, Milano, 2010, pp. 11–19
- La bellezza. Promessa di Immortalità?, in “Medic. Metodologia Didattica e Innovazione Clinica”, vol. 18, 1-3, dicembre 2010, pp. 48–51
- Ripensare l'aura nella modernità, in L. Russo (a cura di), Dopo l'Estetica, Aesthetica Supplementa, Palermo, 2010, pp. 75–89
- Modernità e arte, in J. Monserrat Molas, I. Roviró Alemany (a cura di), La Modernitat, Societat Catalana de Filosofia, Barcellona, 2009, pp. 113–134 [Atti del convegno, Col•loquis de Vic, XIII, Vic, 2008]
- Il male oggi. Produzioni artistiche e riflessioni estetiche, in P. D'Oriano, D. Rocchi (a cura di), Il male e l'essere, Mimesis, Milano, 2009, pp. 247–261
- Arte e moda nella riflessione estetica di Adorno, in P. Romani, Percorsi teoretici. Scritti in onore e in memoria di P.M. Toesca, Diabasis, Reggio Emilia, 2009, pp. 213–225
- Forma e riflessione nel romanzo moderno, in M. Fusillo (a cura di), Philosophie du roman, Meyer, Bruxelles, 2009, pp. 137–151
- Il silenzio, il vuoto e la fine della rappresentazione, in G. Di Giacomo, R. Colombo (a cura di), Beckett ultimo atto, Albo Versorio, Milano, 2009, pp. 13–26
- Immagine, icona, opera d'arte, in F. Desideri, G. Matteucci, J.M. Schaeffer (a cura di), Il fatto estetico. Tra emozione e cognizione, ETS, Pisa, 2009, pp. 163–179
- La questione del rapporto arte-forma nella riflessione di Prinzhorn sulle "Produzioni plastiche" dei malati mentali, Prefazione a F. Bassan, Al di là della psichiatria e dell'estetica. Stu-dio su Hans Prinzhorn, Lithos, Roma, 2009, pp. XI-XVIII
- La questione dell'immagine nella riflessione estetica del Novecento, in G. Di Giacomo (a cura di), Ripensare le immagini, Mimesis, Milano, 2009, pp. 367–390
- Le Mal aujourd'hui. Productions artistiques et rèflexions esthètiques, in «La règle du jeu», 39 (2009), pp. 153–171
- Adorno: arte ed estetica dopo Auschwitz, in M. Failla (a cura di), Dialettica negativa: categorie e contesti, Manifesto libri, Roma, 2008, pp. 195–207
- C'è ancora spazio per l'aura nella scultura contemporanea? A proposito di Luigi Mainolfi, in P. De Luca (a cura di), Intorno all'immagine, Mimesis, Milano, 2008, pp. 135–149
- Postfazione, in G. Di Giacomo, C. Zambianchi (a cura di), Alle origini dell'opera d'arte con-temporanea, Laterza, Roma-Bari, 2008, pp. 203–222
- Armando Ferrari ed Emilio Garroni: un incontro, in in F. Romano, M. Romanini, S. Tauriello (a cura di), La metafora nella relazione analitica, Mimesis, Milano, 2007, pp. 21–41
- Dal cosmo al caos: la pittura di Paola Romano, in Paola Romano, Catalogo della Mostra, Print Company, Roma, 2007, pp. 5–7
- Ironia e romanzo, in P. F. Pieri (a cura di), Perché si ride. Umorismo, comicità, ironia, Moretti & Vitali, Bergamo, 2007, pp. 133–152
- La connessione arte-moda nella riflessione estetica del Novecento, in «Almanacco Odradek», 2 (2007), pp. 174–177
- Arte, storia dell'arte e beni culturali, in D. Goldoni, M. Rispoli, R. Troncon (a cura di), Estetica e management nei beni e nelle produzioni culturali, Il Brennero - Der Brenner, Bolzano - Trento - Vienna, 2006, pp. 53–60
- Da Nietzsche a Benjamin: riflessioni sulla metropoli e dialettica del risveglio, in R. Colombo (a cura di), «Fictions. Studi sulla narratività», 5 (2006), pp. 31–39
- Il "Tintoretto" di Sartre, tra presentazione e rappresentazione, in G. Farina (a cura di),«Bollettino Studi sartriani. Gruppo ricerca Sartre», 2 (2006), pp. 213–224
- Pietro M. Toesca: il rovesciamento della prospettiva, ovvero il doppio sguardo, in «Eupo-lis», 42 (2006), pp. 40–52
- Sul corpo. Riflessioni filosofiche e psicoanalitiche, in «Eupolis», 41 (2006), pp. 9–20
- Vedere e vedere-come: le "Osservazioni sulla filosofia della psicologia" di Ludwig Wittgenstein, in S. Borutti, L. Perissinotto (a cura di), Il terreno del linguaggio. Testimonianze e saggi sulla filosofia di Wittgenstein, Carocci, Roma, 2006, pp. 125–134
- La poesia dopo Auschwitz, in «Eupolis», 38 (2005), pp. 36–46
- Sul rapporto arte-vita a partire dalla "Teoria estetica" di Adorno, in «Idee», 58 (2005), pp. 93–112
- Visione, forma e contenuto in Arnheim e Wittgenstein, in L. Pizzo Russo (a cura di), Rudolf Arnheim. Arte e percezione visiva, Aesthetica Supplementa, Palermo, 2005, pp. 195–212
- Arte e rappresentazione nella "Teoria estetica" di Adorno, in «Cultura tedesca», 26 (2004), pp. 103–121
- Le idee estetiche di Stendhal, in M. Colesanti, H. de Jacquelot, L. Norci Cagiano, A. M. Scaiola (a cura di), Arrigo Beyle "Romano" (1831-1841), Edizioni di Storia e Letteratura, Roma, 2004, pp. 113–135
- Rappresentazione e memoria in Aby Warburg, in C. Cieri Via, P. Montani (a cura di), Lo sguardo di Giano. Aby Warburg fra tempo e memoria, Nino Aragno Editore, Torino, 2004, pp. 79–112
- Il problema della rappresentazione in Gombrich e Goodman, in «Studi di estetica», 27 (2003), pp. 79–112
- Il tema della bellezza nel romanzo moderno, in F. Sisinni (a cura di), Riflessioni sulla bellezza, De Luca, Roma, 2003, pp. 99–117
- Le nozioni di famiglia, classe, individuo nella riflessione estetica di Morpurgo-Tagliabue, in L. Russo (a cura di),Guido Morpurgo-Tagliabue e l'estetica del Settecento, Aesthetica Preprint, Palermo, 2003, pp. 75–84
- Sguardo, simbolo, mito. Viaggio in un museo immaginario, in G. Baruchello, Cosa guardano le statue, Danilo Montinari Editore, Ravenna, 2003, pp. 5–22
- Comprensione e rappresentazione in Wittgenstein, in «Il cannocchiale», 3 (2001), pp. 197–224
- Sulla rappresentazione, in U. Cao, S. Catucci (a cura di), Spazi e maschere dell'architettura e della metropoli, Meltemi, Roma, 2001, pp. 139–147
- Eros come narrazione nella "Ricerca del tempo perduto" di Marcel Proust, in «Almanacchi nuovi», 2 (1998), pp. 55–76
- Il Secondo Concilio di Nicea e il problema dell'immagine, in L. Russo (a cura di), Nicea e la civiltà dell'immagine, Aesthetica Preprint, Palermo, 1998, pp. 71–86
- Jean Genet e il paradosso dell'immagine, in P. Montani (a cura di), Senso e storia dell'estetica. Studi offerti a Emilio Garroni in occasione del suo settantesimo compleanno, Pratiche, Parma, 1995, pp. 831–853
- Etica ed estetica nella filosofia del giovane Lukács, Introduzione a G. Lukács, Teoria del romanzo, Pratiche, Parma, 1994, pp. 7–41
- Realtà e Finzione in "Dissonanzen-Quartett" di Emilio Garroni, in «La ragione possibile», 5 (1992), pp. 264–268
- Il comportamento cognitivo dell'uomo nell'epistemologia evoluzionistica di Popper, in «Terzo Mondo», 27 (1986), pp. 48–71
- L'epistemologia di Mach fra positivismo e costruttivismo, in «Lineamenti», 6 (1984), pp. 57–76
- Senso e significato nella filosofia del linguaggio di Wittgenstein, in A. Gargani (a cura di), Il Circolo di Vienna, Longo, Ravenna, 1984, pp. 131–156
- La nozione di «uso» e la funzione della filosofia in Wittgenstein, in A. Gargani (a cura di), L. Wittgenstein e la cultura contemporanea, Longo, Ravenna, 1983, pp. 117–127
- Implicazioni e aspetti epistemologici della sociobiologia, in M. Ingrosso, S. Manghi, V. Parisi (a cura di), Sociologia possibile, Franco Angeli, Milano, 1982, pp. 69–82
- Natura e cultura: il rapporto tra "strutture" genetiche e "processi" di apprendimento nel comportamento animale e umano, in AA. VV. (a cura di), L'osservazione del comportamento sociale, Regione Piemonte, Torino, 1982, pp. 37–54

## Publications on line
- Art and Perspicuous Vision in Wittgenstein's Philosophical Reflection, in «Aisthesis - Rivista di estetica online»,2013,ISSN 2035-8466,http://www.fupress.net/index.php/aisthesis/article/view/12844/12163
- L'immagine-tempo da Warburg a Benjamin e Adorno, in «Aisthesis - Rivista di estetica online», 2010, ISSN 2035-8466, http://www.aisthesisonline.it/wp-content/uploads/2011/01/06di-giacomo-def.pdf

## Curateur
- G. Di Giacomo, L. Marchetti (a cura di), Contemporaneo. Arti visive, musica, architettura, «Rivista di Estetica», 2016
- G. Di Giacomo (a cura di), Tra arte e vita. Percorsi fra testi, immagini, suoni, Mimesis, Milano, 2015
- G. Di Giacomo, L. Talarico (a cura di), Filosofia e teatro. Amleto e Macbeth, «Paradigmi», 1, 2015
- G. Di Giacomo, L. Marchetti (a cura di), Tra il sensibile e le arti. Trent’anni di estetica, «Studi di Estetica», 1-2/2014
- G. Di Giacomo, L. Marchetti (a cura di), Aura, «Rivista di Estetica», 52 (2013)
- G. Di Giacomo, A. Valentini (a cura di), Il museo oggi, «Studi di Estetica», 45 (2012)
- G. Di Giacomo (a cura di), Volti della memoria, Mimesis, Milano, 2012
- G. Di Giacomo (a cura di), Astrazione e astrazioni. In occasione di una mostra di Gualtiero Savelli, Alboversorio, Milano, 2010
- G. Di Giacomo, L. Marchetti (a cura di), L'oggetto nella pratica artistica, "Paradigmi", 2 (2010), Franco Angeli, Milano, 2010
- G. Di Giacomo (a cura di), Ripensare le immagini, Mimesis, Milano, 2009
- G. Di Giacomo, R. Colombo (a cura di), Beckett ultimo atto, Albo Versorio, Milano, 2009
- G. Di Giacomo, C. Zambianchi (a cura di), Alle origini dell'opera d'arte contemporanea, Laterza, Roma-Bari, 2008

## Publication en ligne
- Art and Perspicuous Vision in Wittgenstein’s Philosophical Reflection
- L’immagine-tempo da Warburg a Benjamin e Adorno
- Icona e arte astratta